# 王佐 (正統舉人)
王佐（1428年—1512年），字汝学，号桐乡。廣東承宣布政使司临高县蚕村都（今海南省临高县博厚镇透滩村）人，明代诗人。

## 生平
宣德三年（1428年）生，父亲王原恺为世袭抚黎士舍官。母亲唐朝选，是监察御史唐舟侄女，生二女一男。王佐大姐王春，二姐王兰。王佐七岁时，父亲去世，教养子女的重任由母亲承担。母亲知书识礼，命王佐追随名师，虽远在千里之外，也遗王佐前往就读。曾受教于唐舟、丘濬。学问日进。稍长，母亲带他回娘家，拜叔父唐舟及丘濬为师，经过两位名师的指点，王佐获得了很大的教益，为他今后的文学成就打下了基础。
正统十二年(1447年)，王佐刚好20岁，参加乡试中举。次年春试不第。后来进京师太学(国子监)读书。王佐每次考试都名列前茅，祭酒吴节、司业阎禹锡都称赞他，并向宰相李贤推荐，李贤也深信他将来必成大器。可是，由于某些权势者的妒忌，多方压抑，王佐在太学呆了19年，始终没有考取进士。眼看年近40，他只好向吏部报到，要求铨补。
景泰六年（1455年），明代宗敕令监察御史彭烈、临高知县杨获等亲抵透滩村，为其建立“礼魁坊”，以示表彰。
成化二年(1466年)，王佐出任高州府同知。那时候，高州府内流寇扰乱。王佐到任后与太守孔镛协力筹谋，领兵守御，贼不敢犯。都御史韩雍采纳了王佐的治乱方案施行后，地方遂告平靖。
成化五年(1469年)，母亲病故，王佐奔丧回家。成化十年(1475年)，王佐任福建邵武府同知。在任期间，府属泰宁县发生盗乱，佥事张懋巡行至郡，饬令王佐查察盗情。王佐说：“现在盗势猖狂，如果急攻，必定誓死抗拒，不如采取安抚之策，诱劝投降，以分化贼势。”结果，王佐招降盗贼党羽数十人，余众溃散，境内得以安定。
成化十六年(1480年)王佐调充福建乡考试官，一直到弘治二年(1489年)，后改任江西临江府同知。王佐从政二十余年，辗转于三府之间，没有升迁。但他勤勤恳恳，为百姓办事，既不趋炎附势，又不阿谀求荣，政绩廉明，士民爱戴，有“仁明司马”之称，故“所居民爱，所去民思”。他每一离任，当地人民就修建生祠来纪念。
王佐一生爱读诗书，晚年眼睛昏花后，还经常叫家人念给他听。正德四年（1509年），王佐自知不久于人世后，仍然胸怀旷达，写下了自己的生圹诗。
正德六年（1511年），王佐奉郡守王子成之命，与唐冑等聚集东岳祠（府城东北0.5公里）编修《府志》。因对一些历史问题看法不一致，王佐仅仅写了一篇《东岳行祠会修志序》便告归。这次修志拖延了十年，正德十六年（1512年）唐胄(海南琼山人)才修成《琼台志》 44 卷。王佐先写的《琼台外纪》一书，几乎全被唐胄录入(琼台志)。
正德七年(1512年)，王佐在家逝世。享年 84 岁。主要著作有《鸡肋集》、《经籍目略》、《琼台外纪》、《庚申录》、《原教篇》、《金川玉屑集》、《珠崖表录》等。

## 影响成就
《鸡助集》和《琼台外纪》是王佐的代表作。《鸡助集》有诗 302 首，杂文 82 篇，是他著作中的精华。《琼台外纪》是一部地方志书，记录了海南的风土人情，地理山川等掌故。《琼崖表录》是王佐写给皇帝的奏章，陈述珠崖的重要，指出汉朝弃珠崖、元朝设土舍的错误，语多恳切。他的诗，状物、写景，刻画入微;怀古抒情，清新隽永，多为爱国忧民之作。他的《天南星》中的“夫何生海南，而能济饥饱。八月风飕飕，闾阎菜色忧”和《鸭脚粟》中的“三月方告饥，催租如雷动。”“琼民百万家，菜色半分病，每到饥月来，此草司其命。”都是王佐关心人民疾苦的表现。《哀使君》、《哀四义士》和《海外四逐客》等诗篇，则通过悼念宋末琼州安抚使赵与珞及四义士(谢明、谢富、冉安国、黄之杰)抗元殉节和怀念抗金名臣李纲、赵鼎等人，以表达他的爱国思想。王佐特别推崇胡铨，一连写了《澹庵井》、《茉莉轩》、《夜宿胡澹庵祠》等诗。其中以《茉莉轩》 2 首，词多激愤，在读书人中广为传诵。至于他的《菠萝蜜》、《食槟榔白》、《禽言九首》、《鹧鸪媒》、《桐乡夏景》、《金鸡岭》、《益智子》等诗篇，识者推为上品。
王佐被誉为“海南四大才子之一”，尤以诗文见长，世称“吟绝”。明代琼州府提督副使胡荣称赞王佐“博学多识，见道精审，故诗词温厚和平，文气光明正大，当比拟唐宋诸大家”。户部侍郎唐冑说：“《琼台外纪》一书，乃王桐乡先生精力所在”，又云：“其词之中易温雅，气之光明隽伟，当比拟于古诸大家”。现代大文豪郭沫若称赞他为爱国诗人。隆庆年间( 1567 — 1572 年)，琼州府海一带商民，于海口市关厂坊(今义兴街)立西天庙，奉祀王佐，现为海口市重点文物保护单位。